# Adobe Muse
Adobe Muse é um programa que permite que designers criem sites sem precisar ter conhecimentos de HTML e de CSS. Muse gera sites estáticos, dando aos usuários a liberdade para hospedar seus sites com qualquer provedor de hospedagem. Os usuários podem adicionar mais funcionalidades avançadas, tais como blogs e eCommerce para o seu site com plugins criados por desenvolvedores de terceiros. Esta aplicação está disponível através da subscrição Creative Cloud da Adobe. O programa irá ser descontinuado em maio de 2019, sendo que a sua última atualização foi em março de 2018.

## Histórico de lançamentos
| Versão | Descrição |
| ------ | --- |
| 1      | Adobe Muse foi lançado pela primeira vez em 7 de Maio de 2012. |
| 2      | Release 2 foi disponibilizado ao público em 20 de agosto de 2012. melhorias incluíram: built-in formulários de contato, auto gerador de mapa do site, auto gerador navegação, os tempos de carregamento mais rápidos, capacidade de anexar arquivos e muito mais.                           |
| 3      | Versão 3 foi disponibilizado ao público em 11 de Dezembro de 2012. As melhorias incluem: melhor qualidade de código, HTML5 animações, opções de layout de celulares e muito mais. |
| 4      | Release 4 foi disponibilizado ao público em 26 de fevereiro de 2013. As melhorias incluíram: verificador ortográfico, opções de exportação, a qualidade do código e muito mais. |
| 5      | Release 5 foi disponibilizado ao público em 17 de Junho de 2013. As melhorias incluíram: a edição no navegador, efeitos, painel de camadas e mais rolar. |
| 6      | Versão 6 foi disponibilizado ao público em 13 de agosto de 2013. As melhorias incluíram: rolagem de paralaxe, e muito mais. |
| 7      | Versão 7 foi disponibilizado ao público em 13 de Novembro de 2013. As melhorias incluem: capacidade para desenvolvedores para criar 3-parte Widgets, widgets de mídia social, slideshows, e mais em ecrã completo. MuseWidgets.com foi criado como a fonte oficial para widgets Adobe Muse. |
| 2014   | 2014 lançamento foi disponibilizado ao público em 18 de Junho de 2014. As melhorias incluíram: um software de reconstrução completa com 64-bit apoio, pré-visualização in-app , apoio HiDPI , e muito mais.                                                                                 |
| 2014,1 | 2014,1 lançamento foi disponibilizado ao público em 13 de agosto de 2014. As melhorias incluem: fontes web auto-hospedados, bala e listas, a integração reCAPTCHA, e mais contados. |
| 2014,2 | 2014,2 lançamento foi disponibilizado ao público em 6 de Outubro de 2014. As melhorias incluíram: importação SVG, sincronização texto através de desktop e móvel, suporte FTP seguro, localizar e substituir, e muito mais.                                                                 |
| 2014,3 | 2014,3 lançamento foi disponibilizado ao público em 11 de fevereiro de 2015. As melhorias incluíram: usabilidade e performance melhorias, mostrar e ocultar as bordas do quadro, auto-detecção segura FTP, HiDPI suporte para o Windows, e muito mais.                                      |
| 2015   | 2015 lançamento foi disponibilizado ao público em 15 de Junho de 2015. As melhorias incluídas: Adobe da integração, Typekit de integração, integração de comércio eletrônico, formulário de contato atualizações, e mais.                                                                   |
| 2015,1 | 2015,1 lançamento foi disponibilizado ao público em 8 de Fevereiro de 2016. As melhorias incluem: free-form design responsivo web, design customizável arranque, integrado com o Adobe Stock, e mais.                                                                                       |
| 2015,2 | 2015,2 lançamento foi disponibilizado ao público em 20 de Junho de 2016. As melhorias incluem: melhor colaboração com as bibliotecas, coletor de ativos, fluxos de trabalho melhorados Illustrator, e muito mais.                                                                           |